# Ibis blanc australià
L'ibis blanc australià (Threskiornis molucca) és una espècie d'ocell de la família dels tresquiornítids (Threskiornithidae) que va ser considerat coespecífic amb l'ibis sagrat.

## Morfologia
- Fa 65-75 cm de llarg amb un coll llarg de més de 16 cm. Essent el mascle, amb un pes d'1,7 kg una mica major que la femella que fa 1,4 – 1,9 kg. [6]
- Plomatge de color general blanc. Unes plomes negres sobre la cua.
- Coll i cap nus amb la pell negra. Bec llarg corbat, negre. Potes negres.

## Hàbitat i distribució
Habita pastures, pantans, camps negats i zones amb arbres a l'illa Seram, Waigeo, Salawati, Nova Guinea, i la gran part d'Austràlia, fora de l'àrid interior. Pot arribar fins a Tasmània i Nova Zelanda.